# التقسيم الثاني لبولندا

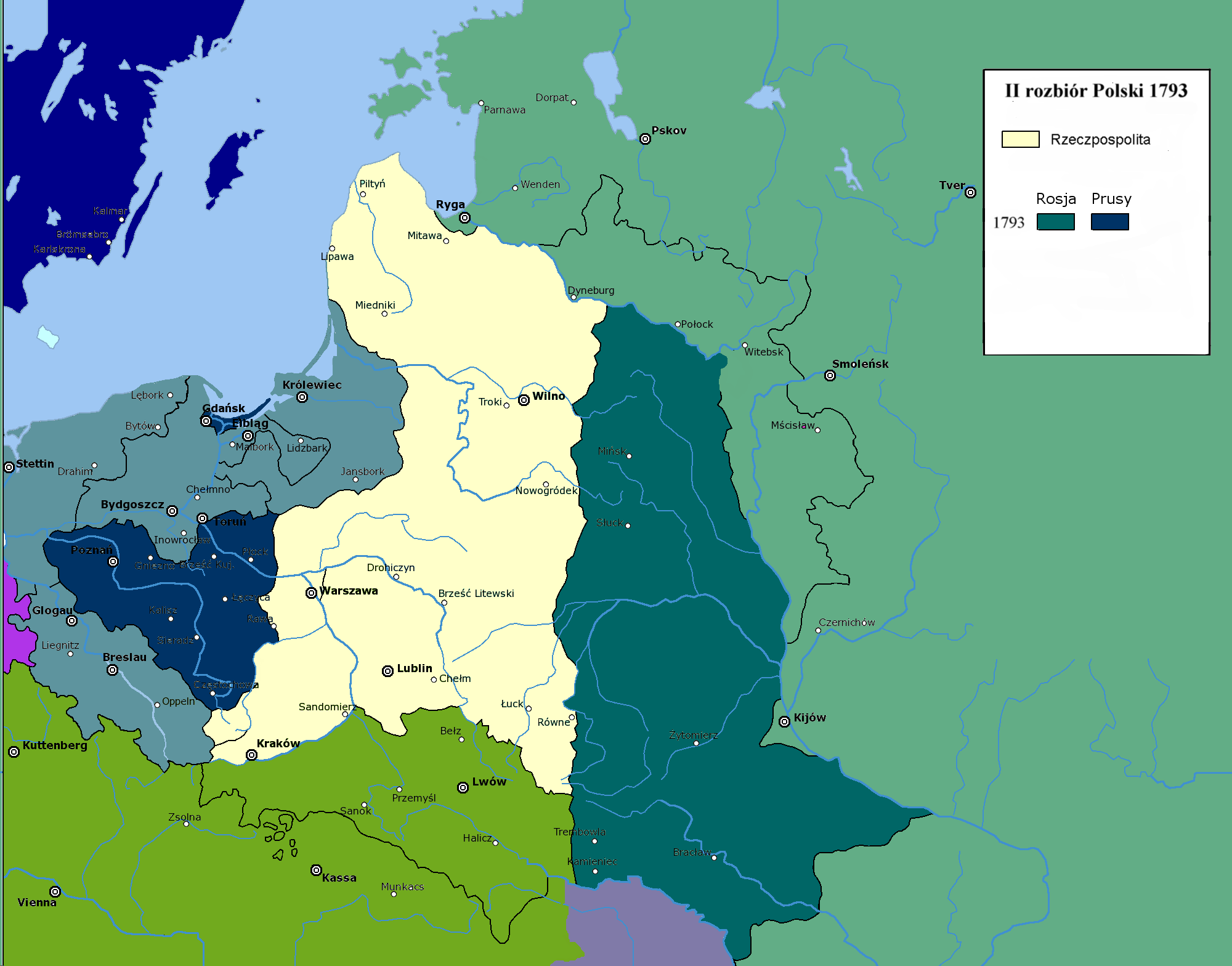
بولندا بعد التقسيم الثاني (1793)

التقسيم الثاني لبولندا (بالبولندية: II rozbiór Polski)‏ كان الجزء الثاني من ثلاثة اجزاء لعملية تقسيم بولندا (الضم العسكري الجزئي) التي أنهت وجود الكومنولث البولندي الليتواني بحلول عام 1795. حدث التقسيم الثاني في أعقاب الحرب البولندية الروسية لعام 1792 وكونفدرالية تارغوفيتسكا في عام 1792، وجرت الموافقة عليه من قبل المستفيدين الإقليميين، وهما الإمبراطورية الروسية ومملكة بروسيا. أُجبر البرلمان البولندي (السيّم) على قبول هذا التقسيم في عام 1793 في محاولة قصيرة الأجل لمنع الضم الكامل الذي لا مفر منه لبولندا والذي حدث في التقسيم الثالث.

## خلفية
بحلول عام 1790، وعلى الجبهة السياسية، تدهورت دول الكومنولث ووصلت إلى حال يرثى له لدرجة أنها اضطرت إلى التحالف مع عدوها، بروسيا. جرى التوقيع على الميثاق البولندي البروسي لعام 1790، الذي أعطى الكومنولث أملًا كاذبًا في وجود حليفٍ يحميها خلال فترة إصلاحها لنفسها. منح دستور مايو لعام 1791 البرجوازية حق الاقتراع، وأسس الفصل بين الفروع الثلاثة للحكومة، وأزال انتهاكات ريبنين سيم. دفعت هذه الإصلاحات بجيران بولندا إلى اتخاذ إجراءات عدوانية، لقلقهم من النهضة المحتملة للكومنولث. تجرأت بولندا مجددًا على إصلاح نفسها وتحسينها دون إذن من روسيا، وشعرت الإمبراطورة كاترين الثانية بالغضب مجددًا؛ بحجة أن بولندا سقطت فريسة اليعقوبية الراديكالية التي كانت في أوج قوتها آنذاك في فرنسا، وغزت القوات الروسية الكومنولث عام 1792.
خلال الحرب البولندية الروسية عام 1792 دفاعًا عن الدستور، قاتلت القوات البولندية الموالية للدستور ضد جيش الإمبراطورية الروسية، بدعوة من تحالف الأقطاب البولنديين الموالي لروسيا، والذي عُرف باسم كونفدرالية تارغوفيتسكا. ظن النبلاء المحافظون أن الروس سوف يساعدونهم على استعادة حريتهم الذهبية. خاضت القوات البولندية المؤيدة للدستور، والتي تخلى عنها حلفاؤها البروسيون، حربًا دفاعية تكللت ببعض النجاح في عهد الأمير يوزف بونياتوفسكي، لكنها أُمرت بالانسحاب من قبل القائد الأعلى، الملك ستانيوسواف أغسطس بونياتوفسكي. قرر الملك الانضمام إلى كونفدرالية تارغوفيتسكا نزولًا عند مطالب الروس.
غزت روسيا بولندا لضمان هزيمة الإصلاحات البولندية، دون وجود نية صريحة بتقسيم آخر (اعتبرت بولندا محمية لها، ولم ترَ حاجة ملحة للتخلي عن أجزاء منها لصالح دول أخرى). رأى فريدرش فيلهلم الثاني ملك بروسيا في تلك الأحداث فرصة لتعزيز قوة بلاده. طلب فريدرش من كاترين أن تعوض بلاده لتخليها عن بولندا كحليف مقرب، ومشاركتها في حرب التحالف الأول ضد فرنسا الثورية، إذ شجعت روسيا المشاركة البروسية، ولأن بروسيا عانت مؤخرًا من هزيمة كبيرة في معركة فالمي، ويفضل أن يكون التعويض بمنحها أجزاء من الأراضي البولندية. سرعان ما قررت روسيا قبول العرض البروسي.

## معاهدة التقسيم
في 23 يناير 1793، وقعت بروسيا معاهدة مع روسيا، توافق بموجبها على إلغاء الإصلاحات البولندية ونصت على أن يحصل كلا البلدين على مساحات واسعة من أراضي الكومنولث. سيطر الجيش الروسي والبروسي على الأراضي التي طالبوا بها، وكانت القوات الروسية موجودة مسبقًا، أما القوات البروسية فقد قوبلت بمقاومة محدودة فقط. في عام 1793، وافق النواب في جلسة غروندو البرلمانية، وهي آخر جلسة للكومنولث، على المطالب الإقليمية الروسية والبروسية، وذلك بحضور القوات الروسية. أصبحت جلسة غروندو البرلمانية منبوذة ليس فقط لكونها آخر جلسة للكومنولث، بل لأن نوابها وافقوا بسبب الرشوة والإكراه من قبل الروس (أرادت روسيا وبروسيا عقوبة قانونية من بولندا لأجل مطالبهم).
استولت الإمبراطورية الروسية على 250,000 كيلومتر مربع (97,000 ميل مربع)، في حين اخذت بروسيا 58,000 كيلومتر مربع (22,000 ميل مربع). خسر الكومنولث نحو 307,000 كيلومتر مربع، وانخفض مساحتها لتصبح 215,000 كيلومتر مربع.